# Kuki Šuzo
Kuki Šuzo (九鬼 周造 Kuki Shūzō), japonski filozof, * 15. februar 1888, † 6. maj 1941. 
Velja za predstavnika druge generacije Kjotske šole. Pomembne so njegove razprave o konceptu iki v japonski estetiki. Med bivanjem v Evropi je imel stike s številnimi tamkajšnjimi najpomembnejšimi filozofi (Bergson, Sartre, Husserl, Heidegger,...)

## Življenje
Kuki je rodbinsko ime. Šuzo je bil četrti otrok barona Kukija Ryūichija (九 鬼 隆 一) visokega uradnika ministrstva za kulturo in izobraževanje meidžijskega dvora. Res pa je, da je Šuzo kot otrok, potem ko se je njegova mati ločila, oddaljil od očeta in mislil na očima in učenjaka Okakuro Kakuza, ki ga je pogosto obiskal, kot svojega pravega očeta, kasneje pa ga je zagotovo pozdravil kot svojega duhovnega očeta. Od Okakure je dobil veliko navdušenja nad estetiko in morda tujimi jeziki, verjetno pa je imelo velik vpliv na Šuza tudi dejstvo, da je bila njegova mati nekoč gejša.
Šuzo je pri 23 letih 1911 prešel v katoliško vero; krščen pa je bil v Tokiu kot Frančišek Asiški Kuki Šuzo. Idealizem in introspekcija, ki jo je vsebovala ta odločitev, sta bila zgodnji dokaz vprašanj, ki bi imela odmev v značilni miselnosti zrelega človeka.
Šuzo je diplomiral iz filozofije na Univerzi v Tokiju, nato pa je osem let preživel v Evropi, da je izpopolnil svoje znanje jezikov in se poglobil v študije o sodobnih zahodnih misli. Na heidelberški univerzi je študiral pri Heinrichu Rickertu in kot mentorja zaposlil Eugena Herrigla. Na pariški univerzi ga je navdušilo delo Henrija Bergsona, ki ga je spoznal osebno; vključil pa je tudi mladega Jean-Paula Sartra kot francoskega učitelja. Zunaj Japonske je malo znano, da je Kuki Šuzo vplival na Jean-Paula Sartra, da se je začel zanimati za Heideggerjevo filozofijo.
Na Univerzi v Freiburgu je Šuzo študiral fenomenologijo pri Edmundu Husserlu in prvič srečal Martina Heideggerja pri Husserlu doma. Na Univerzo v Marburgu je šel na Heideggerjevo predavanje leta 1927/1928 o fenomenološki interpretaciji Kantove kritike čistega razuma (objavljeno v zvezku št. 25 v Heidegger Gesamtausgabe) in na Heideggerjev seminar Schellingov esej o bistvu človekove svobode. Naslednji semester (poleti 1928) se je udeležil Heideggerjevega predavanja o logiki in njegovega seminarja o Aristotelovi fiziki.
Kmalu po Šuzovi vrnitvi na Japonsko je napisal in objavil svojo mojstrovino, Struktura »Ikija« (1930). V tem delu je fenomenološko analiziral iki(koncept japonske estetike), ki je različica šik kulture, aktualno v modnem sklopu Eda v obdobju Tokugava, in zatrdil, da je ena od bistvenih vrednot japonske kulture.
Kuki Šuzo je prevzel učiteljsko mesto na Univerzi v Kjotu, takrat pomembnem centru za konzervativne kulturne vrednote in razmišljanje. Njegova zgodnja predavanja so se osredotočila na Descartesa in Bergsona. V okviru fakultete s pretežno nemškim filozofskim ozadjem so njegova predavanja ponujala nekoliko drugačno perspektivo, saj so temeljila na delu francoskih filozofov. Leta 1933 (Shōwa 8) je postal izredni profesor in istega leta je objavil prvo študijo o Martinu Heideggeru.
Na Univerzi v Kjotu je bil marca 1934 povišan za profesorja filozofije (Shōwa 10). Naslednje leto je objavil Problem nepredvidenih dogodkov, znan tudi kot Problem nesreče. To delo je bilo razvito iz njegovih osebnih izkušenj v Evropi in vplivov Heideggerja. Kot samski japonski človek v obsežni "beli" ali nejaponski družbi se je spraševal, v kolikšni meri je postal bitje, ki mu primanjkuje potrebe. Njegova predavanja na Univerzi v Kjotu o Heideggerju, človeku in obstoju so bila objavljena leta 1939.
Leta 1941 je Kuki Šuzo zaradi napada peritonitisa predčasno umrl. Njegovi rokopisi so shranjeni v univerzitetni knjižnici Konan.

## Filozofija
Njegova filozofija je usmerjena predvsem v šik kulturo, eksistencializem, dekonstruktivizem, v splošnem pa lahko rečemo, da se je ukvarjal z moderno filozofijo. Podobno kot Heidegger si je postavljal vprašanje "biti", temeljno vprašanje zahodnega sveta. Kuki Šuzo je razmišljal o človeku in njegovem obstoju. Na to tematiko je leta 1939 napisal delo Človek in obstoj. Veliko se je tudi ukvarjal s šik kulturo oz. konceptom japonske estetike (iki). V enem izmed svojih najbolj znanih del je razpravljal o Heideggerjevi filozofiji; človeški minljivosti, smrtnosti, mišljenju itd.

## Dela
•	1930 Struktura koncepta "Iki" (「いき」の構造, "Iki" no kōzō)
•	1933 Heideggrova filozofija (「ハイデッガーの哲学, Haideggā no tetsugaku) 
•	1935 Problemi kontingence (偶然性の問題, Gūzensei no mondai) 
•	1939 Človek in obstoj (人間と実存, Ningen to jitsuzon) 
•	1941 Esej o likovni umetnosti (文芸論, Bungeiron)

## Vir
Nara, H. The aesthetic vision of Kuki Shuzo: with a translation of Iki no kozo. Honolulu: University of Hawai'i Press, 2004